# Atari MEGA STe
Atari MEGA STe (MEGA STe) је професионални рачунар, производ фирме Атари (Atari) који је почео да се израђује у САД током 1991. године.
Користио је Motorola MC 68000 као централни микропроцесор а RAM меморија рачунара MEGA STe је имала капацитет од 1 / 2 / 4 MB - Све до 8 MB уз 4 MB картицу повезану на VME магистралу. Као оперативни систем кориштен је TOS + GEM.

## Детаљни подаци
Детаљнији подаци о рачунару MEGA STe су дати у табели испод.
|                       |                                                                                                |
| [ 1 ]                 |                                                                                                |
| Произвођач            | Атари                                                                                          |
| Тип                   | професионални рачунар                                                                          |
| Меморија              | 1 / 2 / 4 - Све до 8 уз 4 картицу повезану на VME магистралу                                   |
| Поријекло             | Сједињене Америчке Државе                                                                      |
| Година                | 1991                                                                                           |
| Тастатура             | пуни помак тастера, 94 тастера са нумеричком тастатуром, едит тастери и 10 функцијских тастера |
| Процесор              |                                                                                                |
| Фреквенција процесора | 8 / 16                                                                                         |
| RAM                   | 1 / 2 / 4 - Све до 8 уз 4 картицу повезану на VME магистралу                                   |
| ROM                   | 256                                                                                            |
| Текст                 | 40 или 80 знакова x 25 линија (битмап графика)                                                 |
| Графика               | 320 x 200 / 640 x 200 / 640 x 400                                                              |
| Боја                  | 16 између 4096 (320 x 200) / 4 између 4096 (640 x 200) / монохроматски (640 x 400)             |
| Звук                  | 3 FM канала, 8 октава + два 8-битна PCM канала                                                 |
| Димензије             | 216 x 180 x 50mm / 836gr                                                                       |
| Портови               |                                                                                                |
| Оперативни систем     |                                                                                                |